# DMX (Rapper)/Diskografie
Diese Diskografie ist eine Übersicht über die musikalischen Werke des US-amerikanischen Rappers DMX. Den Quellenangaben zufolge hat er bisher mehr als 74 Millionen Tonträger verkauft, davon über 31,1 Millionen allein in seinem Heimatland. Seine erfolgreichste Veröffentlichung ist das dritte Studioalbum … And Then There Was X mit über 5,2 Millionen verkauften Einheiten.

## Alben

### Studioalben
| Jahr | Titel Musiklabel                                              | Höchstplatzierung, Gesamtwochen, AuszeichnungChartplatzierungen (Jahr, Titel, Musiklabel, Platzierungen, Wochen, Auszeichnungen, Anmerkungen) | Höchstplatzierung, Gesamtwochen, AuszeichnungChartplatzierungen (Jahr, Titel, Musiklabel, Platzierungen, Wochen, Auszeichnungen, Anmerkungen) | Höchstplatzierung, Gesamtwochen, AuszeichnungChartplatzierungen (Jahr, Titel, Musiklabel, Platzierungen, Wochen, Auszeichnungen, Anmerkungen) | Höchstplatzierung, Gesamtwochen, AuszeichnungChartplatzierungen (Jahr, Titel, Musiklabel, Platzierungen, Wochen, Auszeichnungen, Anmerkungen) | Höchstplatzierung, Gesamtwochen, AuszeichnungChartplatzierungen (Jahr, Titel, Musiklabel, Platzierungen, Wochen, Auszeichnungen, Anmerkungen) | Anmerkungen                                                    |
| Jahr | Titel Musiklabel                                              | DE | AT | CH | UK | US | Anmerkungen                                                    |
| ---- | ------------------------------------------------------------- | --- | --- | --- | --- | --- | -------------------------------------------------------------- |
| 1998 | It’s Dark and Hell Is Hot Def Jam Recordings (UMG)            | — | — | — | UK89 Gold · (1 Wo.)UK | US1 ×4Vierfachplatin · (102 Wo.)US | Erstveröffentlichung: 12. Mai 1998 Verkäufe: + 4.900.000       |
| 1998 | Flesh of My Flesh, Blood of My Blood Def Jam Recordings (UMG) | DE61 (5 Wo.)DE | — | — | UK— GoldUK | US1 ×3Dreifachplatin · (56 Wo.)US | Erstveröffentlichung: 22. Dezember 1998 Verkäufe: + 3.550.000  |
| 1999 | … And Then There Was X Island Def Jam Music Group (UMG)       | DE46 (10 Wo.)DE | — | — | UK— GoldUK | US1 ×5Fünffachplatin · (74 Wo.)US | Erstveröffentlichung: 21. Dezember 1999 Verkäufe: + 5.200.000  |
| 2001 | The Great Depression Island Def Jam Music Group (UMG)         | DE10 (14 Wo.)DE | — | CH60 (7 Wo.)CH | UK20 Gold · (4 Wo.)UK | US1 Platin · (27 Wo.)US | Erstveröffentlichung: 23. Oktober 2001 Verkäufe: + 2.000.000   |
| 2003 | Grand Champ Island Def Jam Music Group (UMG)                  | DE6 Gold · (20 Wo.)DE | AT20 (4 Wo.)AT | CH10 (10 Wo.)CH | UK6 Gold · (9 Wo.)UK | US1 Platin · (24 Wo.)US | Erstveröffentlichung: 16. September 2003 Verkäufe: + 1.507.500 |
| 2006 | Year of the Dog… Again Columbia Records (Sony BMG)            | DE7 (9 Wo.)DE | AT23 (6 Wo.)AT | CH7 (9 Wo.)CH | UK22 (4 Wo.)UK | US2 (10 Wo.)US | Erstveröffentlichung: 28. Juli 2006 Verkäufe: + 10.000         |
| 2012 | Undisputed Seven Arts Music                                   | — | — | — | — | US19 (4 Wo.)US | Erstveröffentlichung: 10. September 2012                       |
| 2021 | Exodus Def Jam Recordings (UMG)                               | — | — | CH36 (1 Wo.)CH | — | US8 (1 Wo.)US | Erstveröffentlichung: 28. Mai 2021                             |

### Kompilationen
| Jahr | Titel Musiklabel                                                         | Höchstplatzierung, Gesamtwochen, AuszeichnungChartplatzierungen (Jahr, Titel, Musiklabel, Platzierungen, Wochen, Auszeichnungen, Anmerkungen) | Höchstplatzierung, Gesamtwochen, AuszeichnungChartplatzierungen (Jahr, Titel, Musiklabel, Platzierungen, Wochen, Auszeichnungen, Anmerkungen) | Höchstplatzierung, Gesamtwochen, AuszeichnungChartplatzierungen (Jahr, Titel, Musiklabel, Platzierungen, Wochen, Auszeichnungen, Anmerkungen) | Höchstplatzierung, Gesamtwochen, AuszeichnungChartplatzierungen (Jahr, Titel, Musiklabel, Platzierungen, Wochen, Auszeichnungen, Anmerkungen) | Höchstplatzierung, Gesamtwochen, AuszeichnungChartplatzierungen (Jahr, Titel, Musiklabel, Platzierungen, Wochen, Auszeichnungen, Anmerkungen) | Anmerkungen                                               |
| Jahr | Titel Musiklabel                                                         | DE | AT | CH | UK | US | Anmerkungen                                               |
| ---- | ------------------------------------------------------------------------ | --- | --- | --- | --- | --- | --------------------------------------------------------- |
| 2007 | The Definition of X: Pick of the Litter Island Def Jam Music Group (UMG) | — | — | — | UK— SilberUK | US26 (8 Wo.)US | Erstveröffentlichung: April 2007 Verkäufe: + 95.000       |
| 2008 | Playlist Your Way Island Def Jam Music Group (UMG)                       | — | — | — | — | — | Erstveröffentlichung: 2008                                |
| 2010 | The Best of DMX Island Def Jam Music Group (UMG)                         | — | — | CH40 a (1 Wo.)CH | UK12 b Gold · (1 Wo.)UK | US2 c (14 Wo.)US | Erstveröffentlichung: 26. Januar 2010 Verkäufe: + 100.000 |
| 2015 | Redemption of the Beast Seven Arts Music                                 | — | — | — | — | — | Erstveröffentlichung: 13. Januar 2015                     |

### Remixalben
| Jahr | Titel Musiklabel                         | Anmerkungen                |
| ---- | ---------------------------------------- | -------------------------- |
| 2011 | Greatest Hits with a Twist X-Ray Records | Erstveröffentlichung: 2011 |

### Mixtapes
| Jahr | Titel Musiklabel               | Anmerkungen                            |
| ---- | ------------------------------ | -------------------------------------- |
| 2010 | Mixtape Siccness.net           | Erstveröffentlichung: 23. Februar 2010 |
| 2012 | The Weigh In Bloodline Records | Erstveröffentlichung: 15. Mai 2012     |

## Singles

### Als Leadmusiker
| Jahr | Titel Album                                                                        | Höchstplatzierung, Gesamtwochen, AuszeichnungChartplatzierungen (Jahr, Titel, Album, Platzierungen, Wochen, Auszeichnungen, Anmerkungen) | Höchstplatzierung, Gesamtwochen, AuszeichnungChartplatzierungen (Jahr, Titel, Album, Platzierungen, Wochen, Auszeichnungen, Anmerkungen) | Höchstplatzierung, Gesamtwochen, AuszeichnungChartplatzierungen (Jahr, Titel, Album, Platzierungen, Wochen, Auszeichnungen, Anmerkungen) | Höchstplatzierung, Gesamtwochen, AuszeichnungChartplatzierungen (Jahr, Titel, Album, Platzierungen, Wochen, Auszeichnungen, Anmerkungen) | Höchstplatzierung, Gesamtwochen, AuszeichnungChartplatzierungen (Jahr, Titel, Album, Platzierungen, Wochen, Auszeichnungen, Anmerkungen) | Anmerkungen                                                                   | [↑]: gemeinsam behandelt mit vorhergehendem Eintrag; [←]: in beiden Charts platziert |
| Jahr | Titel Album                                                                        | DE | AT | CH | UK | US | Anmerkungen                                                                   |                                                                                      |
| ---- | ---------------------------------------------------------------------------------- | --- | --- | --- | --- | --- | ----------------------------------------------------------------------------- | ------------------------------------------------------------------------------------ |
| 1998 | Get at Me Dog It’s Dark and Hell Is Hot                                            | — | — | — | — | US39 Gold · (20 Wo.)US | Erstveröffentlichung: 10. Februar 1998 Verkäufe: + 500.000; feat. Sheek Louch |                                                                                      |
| 1998 | Stop Being Greedy It’s Dark and Hell Is Hot                                        | — | — | — | — | US79 (6 Wo.)US | Erstveröffentlichung: 22. August 1998                                         |                                                                                      |
| 1998 | How’s It Goin’ Down It’s Dark and Hell Is Hot                                      | — | — | — | — | US70 Gold · (10 Wo.)US | Erstveröffentlichung: September 1998 Verkäufe: + 500.000; feat. Faith Evans   |                                                                                      |
| 1999 | Ruff Ryders’ Anthem It’s Dark and Hell Is Hot                                      | DE— dDE | — | — | UK— SilberUK | US16 e ×2Doppelplatin · (5 Wo.)US | Erstveröffentlichung: Februar 1999 Verkäufe: + 2.200.000                      |                                                                                      |
| 1999 | Slippin’ Flesh of My Flesh, Blood of My Blood                                      | — | — | — | UK30 (2 Wo.)UK | US— PlatinUS | Erstveröffentlichung: 27. April 1999 Verkäufe: + 1.000.000                    |                                                                                      |
| 1999 | What’s My Name? … And Then There Was X                                             | — | — | — | — | US67 Gold · (11 Wo.)US | Erstveröffentlichung: 30. November 1999 Verkäufe: + 500.000                   |                                                                                      |
| 2000 | Party Up (Up in Here) … And Then There Was X                                       | DE— fDE | — | — | UK— GoldUK | US27 ×3Dreifachplatin · (22 Wo.)US | Erstveröffentlichung: 11. Februar 2000 Verkäufe: + 3.460.000                  |                                                                                      |
| 2000 | What These Bitches Want … And Then There Was X                                     | — | — | — | — | US49 Gold · (20 Wo.)US | Erstveröffentlichung: 13. Juni 2000 Verkäufe: + 500.000; feat. Sisqó          |                                                                                      |
| 2001 | We Right Here The Great Depression                                                 | DE62 (9 Wo.)DE | — | — | UK34 (4 Wo.)UK | — | Erstveröffentlichung: 28. August 2001                                         |                                                                                      |
| 2001 | Who We Be The Great Depression[DE: ↑]                                              | DE62 (9 Wo.)DE | — | —[UK: ↑] | UK34 (4 Wo.)UK | US60 (12 Wo.)US | Erstveröffentlichung: 18. September 2001                                      |                                                                                      |
| 2002 | I Miss You The Great Depression                                                    | DE87 (5 Wo.)DE | — | — | — | US86 (7 Wo.)US | Erstveröffentlichung: 15. Januar 2002 feat. Faith Evans                       |                                                                                      |
| 2003 | X Gon’ Give It to Ya Born 2 Die (Soundtrack) / Grand Champ (International Version) | DE23 ×3Dreifachgold · (22 Wo.)DE | AT62 g (3 Wo.)AT | CH14 (16 Wo.)CH | UK6 Platin · (19 Wo.)UK | US46 h ×2Doppelplatin · (17 Wo.)US | Erstveröffentlichung: 20. Januar 2003 Verkäufe: + 3.210.000                   |                                                                                      |
| 2003 | Where the Hood At? Grand Champ                                                     | DE29 (8 Wo.)DE | — | CH26 (7 Wo.)CH | UK16 Silber · (5 Wo.)UK | US68 Platin · (8 Wo.)US | Erstveröffentlichung: 12. August 2003 Verkäufe: + 1.230.000                   |                                                                                      |
| 2003 | Get It on the Floor Grand Champ                                                    | DE43 (8 Wo.)DE | AT54 (2 Wo.)AT | CH26 (10 Wo.)CH | UK34 (4 Wo.)UK | — | Erstveröffentlichung: 30. Dezember 2003 feat. Swizz Beatz                     |                                                                                      |
| 2006 | Lord Give Me a Sign Year of the Dog… Again                                         | DE31 (10 Wo.)DE | — | CH65 (7 Wo.)CH | — | — | Erstveröffentlichung: 21. Juli 2006                                           |                                                                                      |
| 2006 | We in Here Year of the Dog… Again                                                  | — | — | — | — | — | Erstveröffentlichung: 2006 feat. Swizz Beatz                                  |                                                                                      |
| 2012 | I Don’t Dance Undisputed                                                           | — | — | — | — | — | Erstveröffentlichung: 7. August 2012 feat. MGK                                |                                                                                      |
| 2013 | Don’t Call Me –                                                                    | — | — | — | — | — | Erstveröffentlichung: 24. September 2013 mit Rakim feat. Shontelle & Aleks D. |                                                                                      |
| 2016 | Blood Red –                                                                        | — | — | — | — | — | Erstveröffentlichung: 28. Juni 2016                                           |                                                                                      |
| 2016 | Still Scratching –                                                                 | — | — | — | — | — | Erstveröffentlichung: 4. Juli 2016 feat. Styles P.                            |                                                                                      |
| 2021 | Been to War Godfather of Harlem: Season 2 O.S.T.                                   | — | — | — | — | — | Erstveröffentlichung: 16. April 2021 mit Swizz Beatz & French Montana         |                                                                                      |
| 2023 | Long Live X –                                                                      | — | — | — | — | — | Erstveröffentlichung: 28. Oktober 2023 mit Sickick & Velvet Cash              |                                                                                      |

### Als Gastmusiker
| Jahr | Titel Album                                        | Höchstplatzierung, Gesamtwochen, AuszeichnungChartplatzierungen (Jahr, Titel, Album, Platzierungen, Wochen, Auszeichnungen, Anmerkungen) | Höchstplatzierung, Gesamtwochen, AuszeichnungChartplatzierungen (Jahr, Titel, Album, Platzierungen, Wochen, Auszeichnungen, Anmerkungen) | Höchstplatzierung, Gesamtwochen, AuszeichnungChartplatzierungen (Jahr, Titel, Album, Platzierungen, Wochen, Auszeichnungen, Anmerkungen) | Höchstplatzierung, Gesamtwochen, AuszeichnungChartplatzierungen (Jahr, Titel, Album, Platzierungen, Wochen, Auszeichnungen, Anmerkungen) | Höchstplatzierung, Gesamtwochen, AuszeichnungChartplatzierungen (Jahr, Titel, Album, Platzierungen, Wochen, Auszeichnungen, Anmerkungen) | Anmerkungen |
| Jahr | Titel Album                                        | DE | AT | CH | UK | US | Anmerkungen |
| ---- | -------------------------------------------------- | --- | --- | --- | --- | --- | --- |
| 1997 | 4, 3, 2, 1 Phenomenon                              | — | — | — | — | US75 (12 Wo.)US | Erstveröffentlichung: 9. Dezember 1997 LL Cool J feat. Method Man, Redman, Canibus & DMX                                  |
| 1998 | Nothin’ Move But the Money Vendetta                | — | — | — | — | US70 (6 Wo.)US | Erstveröffentlichung: 7. Februar 1998 Mic Geronimo feat. DMX & Black Rob                                                  |
| 1998 | Money, Power & Respect                             | — | — | — | — | US17 Platin · (20 Wo.)US | Erstveröffentlichung: 17. März 1998 The LOX feat. DMX & Lil’ Kim Verkäufe: + 1.000.000                                    |
| 2000 | Come Back in One Piece Romeo Must Die (O.S.T.)     | — | — | — | — | — | Erstveröffentlichung: 6. Juni 2000 Aaliyah feat. DMX                                                                      |
| 2000 | Do You? 60 Minutes of Funk, Volume IV: The Mixtape | — | — | — | — | US91 (7 Wo.)US | Erstveröffentlichung: 31. Oktober 2000 Funkmaster Flex feat. DMX                                                          |
| 2006 | Touch It (Remix) The Big Bang                      | — | — | — | — | US16 (23 Wo.)US | Erstveröffentlichung: 7. März 2006 Busta Rhymes feat. Mary J. Blige, Rah Digga, Missy Elliott, Lloyd Banks, Papoose & DMX |
| 2006 | Innocent Man                                       | — | — | — | UK46 (2 Wo.)UK | — | Erstveröffentlichung: 10. April 2006 Mark Morrison feat. DMX                                                              |
| 2006 | Poppin’ My Collar Most Known Unknown               | — | — | — | — | US21 (16 Wo.)US | Erstveröffentlichung: 18. April 2006 Three 6 Mafia feat. Project Pat & DMX                                                |
| 2023 | Kant Nobody I Am Music                             | — | — | — | — | US66 (1 Wo.)US | Erstveröffentlichung: 24. Februar 2023 Lil Wayne feat. DMX                                                                |
| 2024 | This Is the Way AfterLife (Deluxe Edition)         | — | — | — | — | — | Erstveröffentlichung: 5. April 2024 Five Finger Death Punch feat. DMX                                                     |

## Videoalben
| Jahr | Titel                                               | Höchstplatzierung, Gesamtwochen, AuszeichnungChartplatzierungen (Jahr, Titel, Platzierungen, Wochen, Auszeichnungen, Anmerkungen) | Höchstplatzierung, Gesamtwochen, AuszeichnungChartplatzierungen (Jahr, Titel, Platzierungen, Wochen, Auszeichnungen, Anmerkungen) | Höchstplatzierung, Gesamtwochen, AuszeichnungChartplatzierungen (Jahr, Titel, Platzierungen, Wochen, Auszeichnungen, Anmerkungen) | Höchstplatzierung, Gesamtwochen, AuszeichnungChartplatzierungen (Jahr, Titel, Platzierungen, Wochen, Auszeichnungen, Anmerkungen) | Höchstplatzierung, Gesamtwochen, AuszeichnungChartplatzierungen (Jahr, Titel, Platzierungen, Wochen, Auszeichnungen, Anmerkungen) | Anmerkungen                |
| Jahr | Titel                                               | DE | AT | CH | UK | US | Anmerkungen                |
| ---- | --------------------------------------------------- | --- | --- | --- | --- | --- | -------------------------- |
| 2001 | Angel                                               | — | — | — | UK13 (5 Wo.)UK | US? (10 Wo.)US | Erstveröffentlichung: 2001 |
| 2004 | Ride or Die                                         | — | — | — | — | — | Erstveröffentlichung: 2004 |
| 2005 | The Cypress Hill 6th Annual Smoke Out Presents: DMX | — | — | — | — | — | Erstveröffentlichung: 2005 |

## Autorenbeteiligungen und Produktionen
DMX schrieb die meisten seiner Lieder und die, an denen er als Gastmusiker beteiligt ist, selbst, daneben produzierte er auch teilweise eigene Stücke selbst. Die folgende Liste beinhaltet Stücke, an denen DMX nur als Autor und nicht als Interpret beteiligt war:
- 1995: Nina Simone – Marriage Is for Old Folks
- 1998: Jermaine Dupri – Get Your Shit Right
- 2016: Drake – U with Me
- 2017: 5 After Midnight – Up in Here

DMX als Autor in den Charts

| Jahr | Titel Interpretation        | Höchstplatzierung, Gesamtwochen, AuszeichnungChartplatzierungen (Jahr, Titel, Interpretation, Platzierungen, Wochen, Auszeichnungen, Anmerkungen) | Höchstplatzierung, Gesamtwochen, AuszeichnungChartplatzierungen (Jahr, Titel, Interpretation, Platzierungen, Wochen, Auszeichnungen, Anmerkungen) | Höchstplatzierung, Gesamtwochen, AuszeichnungChartplatzierungen (Jahr, Titel, Interpretation, Platzierungen, Wochen, Auszeichnungen, Anmerkungen) | Höchstplatzierung, Gesamtwochen, AuszeichnungChartplatzierungen (Jahr, Titel, Interpretation, Platzierungen, Wochen, Auszeichnungen, Anmerkungen) | Höchstplatzierung, Gesamtwochen, AuszeichnungChartplatzierungen (Jahr, Titel, Interpretation, Platzierungen, Wochen, Auszeichnungen, Anmerkungen) | Anmerkungen                                                |
| Jahr | Titel Interpretation        | DE | AT | CH | UK | US | Anmerkungen                                                |
| ---- | --------------------------- | --- | --- | --- | --- | --- | ---------------------------------------------------------- |
| 2016 | U With Me? Drake            | — | — | — | UK72 (3 Wo.)UK | US44 Platin · (4 Wo.)US | Erstveröffentlichung: 29. April 2016 Verkäufe: + 1.000.000 |
| 2017 | Up in Here 5 After Midnight | — | — | — | UK51 (7 Wo.)UK | — | Erstveröffentlichung: 2. Juni 2017                         |

## Promoveröffentlichungen
| Jahr | Titel Album                    | Anmerkungen                                                                                      |
| ---- | ------------------------------ | ------------------------------------------------------------------------------------------------ |
| 1998 | Grand Finale Belly O.S.T.      | Erstveröffentlichung: 1998 feat. Method Man, Nas & Ja Rule                                       |
| 2001 | No Sunshine Exit Wounds O.S.T. | Erstveröffentlichung: 2001                                                                       |
| 2021 | Hood Blues Exodus              | Erstveröffentlichung: 25. Mai 2011 feat. Westside Gunn, Benny the Butcher und Conway the Machine |

## Sonderveröffentlichungen
| Jahr | Titel                               | Interpretation                                                   | Album                                             |
| ---- | ----------------------------------- | ---------------------------------------------------------------- | ------------------------------------------------- |
| 1995 | Time to Build                       | Mic Geronimo, Ja Rule, Jay-Z, DMX                                | The Natural                                       |
| 1997 | Usual Suspects                      | Mic Geronimo, Hussein Fatal, Ja Rule, Cormega, DMX               | How to Be a Player                                |
| 1997 | Take What’s Yours                   | Mase, DMX                                                        | Harlem World                                      |
| 1997 | Usual Suspects                      | Mic Geronimo, Jadakiss, Styles P., Ja Rule, Tragedy Khadafi, DMX | Vendetta                                          |
| 1998 | Money, Power, Respect               | Sheek Louch, Styles P., Jadakiss, DMX, Lil’ Kim                  | Bad Boy’s Greatest Hits                           |
| 1998 | Top Shotter                         | Sean Paul & Mr. Vegas                                            | Belly                                             |
| 1998 | Nowhere to Run                      | Ol’ Dirty Bastard & Ozzy Osbourne                                | Chef Aid: The South Park Album                    |
| 1998 | Get Your Shit Right                 | Jermaine Dupri, The Madd Rapper, DMX                             | Life in 1472                                      |
| 1998 | We Got This                         | John Forte, DMX                                                  | Poly Sci                                          |
| 1998 | Ruff Ryder’s Anthem (Remix)         | Jadakiss, Styles P., Drag-On, Eve, DJ Clue, DMX                  | The Professional                                  |
| 1998 | Money, Power, Respect               | Sheek Louch, Styles P., Jadakiss, Lil’ Kim, DMX                  | The Source Presents – Hip Hop Hits Vol. 2         |
| 1998 | Watcha Gonna Do                     | Jayo Felony, Method Man, DMX                                     | The Source Presents – Hip Hop Hits Vol. 2         |
| 1998 | Murdergram                          | Ja Rule, Jay-Z, DMX                                              | Streets Is Watching                               |
| 1998 | Money, Power, Respect               | Styles P., Jadakiss, DMX                                         | Survival of the Illest: Live from 125 NYC         |
| 1998 | 4, 3, 2, 1                          | Method Man, Redman, DMX                                          | Survival of the Illest: Live from 125 NYC         |
| 1999 | Intro                               | DJ Whoo Kid, DMX                                                 | Birthday Bash                                     |
| 1999 | Dog & A Fox                         | Foxy Brown, DMX                                                  | Chyna Doll                                        |
| 1999 | Life Is What You Make It            | Nas, DMX                                                         | I Am …                                            |
| 1999 | Make a Move                         | Cutmaster C, DMX                                                 | Last Man Standing                                 |
| 1999 | What’s My Name                      | DJ Dollar Bill, DMX                                              | Queens Killers                                    |
| 1999 | Scenario 2000                       | Eve, The Lox, Drag-On, DMX                                       | Let There Be Eve … Ruff Ryders’ First Lady        |
| 1999 | Dog Match                           | Eve, DMX                                                         | Let There Be Eve … Ruff Ryders’ First Lady        |
| 1999 | It’s On                             | DJ Clue, DMX                                                     | The Source Hip-Hop Music Awards 1999              |
| 1999 | We in Here                          | Drag-On, Eve, The Lox, Swizz Beatz, DMX                          | The Tunnel                                        |
| 1999 | Ryde or Die (Turf Stories Version)  | Yukmouth, Drag-On, DMX                                           | Turf Stories                                      |
| 2000 | No Problem                          | Cutmaster C, DMX, Mysonne, Billy Ray                             | 24th Birthday                                     |
| 2000 | Hidden Freestyles                   | Cutmaster C, DMX, Jadakiss                                       | 24th Birthday                                     |
| 2000 | Why We Die                          | Busta Rhymes, Jay-Z, DMX                                         | Anarchy                                           |
| 2000 | Rollin’ (Urban Assault Vehicle)     | Limp Bizkit, Method Man & Redman, DMX                            | Chocolate Starfish and the Hot Dog Flavored Water |
| 2000 | Catz Don’t Know Money, Cash or Hoes | DJ Overtkillah, DMX                                              | Discissions                                       |
| 2000 | Fuhgidabowdit                       | LL Cool J, Method Man & Redman, DMX                              | G.O.A.T.: The Greatest Hits All Time              |
| 2000 | Freestyle                           | Cutmaster C, DMX                                                 | Getting Stupid Part 2                             |
| 2000 | Niggaz Die 4 Me                     | DJ Clue, Drag-On, DMX                                            | The Great Ones Pt. 1                              |
| 2000 | The Omen – Damien 2                 | Jesse Jazz, DMX, Marilyn Manson                                  | Hip Hop 38                                        |
| 2000 | No Love for Judgement Day           | Jesse Jazz, DMX, Method Man                                      | Hip Hop 38                                        |
| 2000 | Time to Build                       | Jesse Jazz, Mic Geronimo, Jay-Z, Ja Rule, DMX                    | Hip Hop 38                                        |
| 2000 | Blackout                            | Jesse Jazz, DMX, Jay-Z, The Lox                                  | Hip Hop 38                                        |
| 2000 | The Future                          | Big Stan, Meeno, DMX                                             | Live From Lenox                                   |
| 2000 | It’s Murda (Cable Guy Mix)          | Eminem, Ja Rule, Jay-Z, DMX                                      | Off the Wall                                      |
| 2000 | Get It Right                        | Drag-On, DMX                                                     | Opposite of H2O                                   |
| 2000 | Groundhog Day                       | Drag-On, DMX                                                     | Opposite of H2O                                   |
| 2000 | Freestyle                           | DJ Kayslay, DMX                                                  | Original Gangsters Part 2                         |
| 2000 | Who’s Next (X-Clue-Sive)            | DJ Clue, DMX                                                     | The Professional 2                                |
| 2000 | Scream Double R                     | Eve, DMX                                                         | Scorpion                                          |
| 2000 | Breathe and Stop (Remix)            | DJ Grand Imperial, Q-Tip, DMX                                    | Something for the Street                          |
| 2000 | Yeah Yeah Yeah                      | DJ Juice, Drag-On, DMX                                           | Still Shining Volume 46                           |
| 2000 | My Niggaz                           | DJ Juice, DMX                                                    | Still Shining Volume 46                           |
| 2000 | What These Bitches Want             | DJ Juice, DMX                                                    | Still Shining Volume 46                           |
| 2001 | Walk with Me                        | Big Stan, DMX                                                    | Exit Wounds                                       |
| 2001 | Dog 4 Life                          | Iceberg, DMX                                                     | Exit Wounds                                       |
| 2001 | Rollin’ (Urban Assault Vehicle)     | Limp Bizkit, Method Man, Redman, DMX                             | The Fast and the Furious OST                      |
| 2001 | We Be Clubbin’                      | Ice Cube, DMX                                                    | Greatest Hits                                     |
| 2001 | You Don’t Hear Me Though            | DJ Clue, DMX                                                     | Hev. E. Components: Part 2                        |
| 2001 | Shit’s Still Real                   | DJ Clue, Mic Geronimo, DMX                                       | Hev. E. Components: Part 2                        |
| 2001 | Uh-Hunh!                            | Jadakiss, DMX                                                    | Kiss tha Game Goodbye                             |
| 2001 | Doggz II                            | Redman, DMX                                                      | Malpractice                                       |
| 2001 | Ain’t No Sunshine                   | DJ Envy, DMX                                                     | MVP (All-Americans)                               |
| 2001 | My Niggas                           | Drag-On, DMX                                                     | Ruff Ryders Presents – Drag-On                    |
| 2003 | Don’t Gotta Go Home                 | Monica, DMX                                                      | After the Storm                                   |
| 2003 | Getting Down                        | Big Stan, Kashmir, Bazaar Royale, DMX                            | Cradle 2 the Grave                                |
| 2003 | Deeper                              | DJ Envy, DMX                                                     | The Desert Storm Mixtape: Blok Party Vol. 1       |
| 2003 | What’s Really Good                  | The Diplomats, DMX                                               | Diplomatic Immunity                               |
| 2003 | Go to Sleep                         | Eminem, Obie Trice, DMX                                          | Don’t Call Me Marshall                            |
| 2003 | Ruled Out                           | Big Mike, DMX                                                    | Go Hard or Go Home                                |
| 2003 | We Go Hard                          | Big Mike, Cam’ron, DMX                                           | Go Hard or Go Home                                |
| 2003 | Homeboyz                            | 2Pac, Jadakiss, Butch Cassidy, DMX                               | Rap Phenomenon II                                 |
| 2003 | Yeah, Yeah, Yeah                    | Drag-On, DMX                                                     | Ryde or Die (Unreleased Tracks)                   |
| 2003 | Scenario 2000                       | Swizz Beatz, DMX, Eve, Jadakiss, Styles P., Sheek Louch, Drag-On | Ryde or Die (Unreleased Tracks)                   |
| 2003 | Where Ya Hood at (Remix)            | DJ Clue, The Lox, Drag-On, Eve, DMX                              | Where Ya Hood At Part 2                           |
| 2003 | Shot Down                           | DJ Clue, DMX, 50 Cent, Styles P.                                 | Where Ya Hood At Part 2                           |
| 2004 | Untouchables                        | Infa.Red & Cross, DMX, Sheek Louch, Drag-On, Syleena Johnson     | The Best of Infa.Red & Cross                      |
| 2004 | Go to Sleep                         | Eminem, Obie Trice, DMX                                          | E                                                 |
| 2004 | Let’s Get Crazy                     | Drag-On, DMX                                                     | Hell and Back                                     |
| 2004 | Go to Sleep                         | Eminem, Obie Trice, DMX                                          | The Hits and Unreleased Vol. 2                    |
| 2004 | Murdergram (Remix)                  | Ja Rule, Jay-Z, DMX                                              | It’s Muuurder                                     |
| 2004 | Read About It                       | Ja Rule, DMX                                                     | It’s Muuurder                                     |
| 2004 | Freestyle                           | Ja Rule, Jay-Z, DMX                                              | It’s Muuurder                                     |
| 2004 | Gotti Style                         | Ja Rule, DMX                                                     | It’s Muuurder                                     |
| 2004 | 24 Hours to Live                    | Ma$e, The Lox, Black Rob, DMX                                    | Killa Collabo’s                                   |
| 2004 | 4, 3, 2, 1                          | Method Man, Redman, Canibus, DMX, LL Cool J                      | Killa Collabo’s                                   |
| 2004 | Blackout                            | Jay-Z, The Lox, DMX                                              | Killa Collabo’s                                   |
| 2004 | It’s Murda                          | Jay-Z, Ja Rule, DMX                                              | Killa Collabo’s                                   |
| 2004 | Murda Gram                          | Jay-Z, DMX, Ja Rule                                              | Killa Collabo’s                                   |
| 2004 | Niggas Done Started Somethin’       | The Lox, Ma$e, DMX                                               | Killa Collabo’s                                   |
| 2004 | Shot Down                           | 50 Cent, DMX, Styles P.                                          | Killa Collabo’s                                   |
| 2004 | Backdown (Remix)                    | 50 Cent, DMX                                                     | The Shady Experiment                              |
| 2004 | That’s Who We Be                    | Drag-On, Phats Bossi, DMX                                        | That Fire                                         |
| 2004 | That’s Who We Be (Remix)            | Drag-On, Phats Bossi, DMX                                        | That Fire                                         |
| 2004 | What’s Really Good                  | Cam’ron, DMX                                                     | What’s Really Good                                |
| 2005 | Clue Freestyle (Get at Me Dog)      | Jadakiss, Styles P., Sheek Louch, DMX                            | Classic LOX Part Two                              |
| 2005 | Scenario 2000                       | Jadakiss, Styles P., Sheek Louch, Eve, Drag-On, DMX              | Classic LOX Part Two                              |
| 2005 | 24 Hrs to Live                      | Jadakiss, Styles P., Sheek Louch, Ma$e, Black Rob, DMX           | Classic LOX Part Two                              |
| 2005 | It’s Murda                          | Ja Rule, Jay-Z, DMX                                              | Exodus                                            |
| 2005 | Get Wild                            | Flashy, DMX, Jadakiss, Kartoon                                   | Hardwork                                          |
| 2005 | Pump Ya Fist                        | Swizz Beatz, DMX                                                 | Hustle Club                                       |
| 2005 | Blackout                            | Jay-Z, DMX, Jadakiss, Sheek Louch, Styles P.                     | Serious Business                                  |
| 2005 | Murdergram                          | Jay-Z, DMX, Ja Rule                                              | Serious Business                                  |
| 2005 | Can’t Go for That                   | DJ Smallz, Trick Daddy, DMX, Lil Scrappy, Lil Jon                | Southern Smoke 12                                 |
| 2006 | Here I Come                         | Audioslave, DMX                                                  | Bold as Rage                                      |
| 2006 | We in Here                          | Swizz Beatz, DMX                                                 | The Future                                        |
| 2006 | More Money, More Cash, More Hoes    | Jay-Z, DMX                                                       | Greatest Hits                                     |
| 2006 | Whut Whut (Remix)                   | Samy Deluxe, DMX                                                 | So Deluxe So Glorious Vol. 4                      |
| 2007 | Here We Go                          | Jadakiss, DMX                                                    | Beast in the East                                 |
| 2007 | Where’d You Go My Lord              | Fort Minor, DMX                                                  | Best of Where’d You Go (Remixes)                  |
| 2007 | Dog Nigga                           | Fahim, DMX                                                       | Brooklyn Pt. II                                   |
| 2007 | Come Thru’ (Move)                   | Busta Rhymes, DMX                                                | One Man Band Man                                  |
| 2007 | Money, Cash, Hoes                   | Jay-Z, DMX                                                       | One Man Band Man                                  |
| 2008 | Bad Boys                            | DJ GQ, Junior Reid, Dawg E Slaughter, DMX                        | Let ’Em Know: The Album                           |
| 2008 | Intro                               | The Game, DMX                                                    | L.A.X.                                            |
| 2008 | Outro                               | The Game, DMX                                                    | L.A.X.                                            |
| 2008 | Uh Oh                               | G.A.G.E, DMX                                                     | G.A.G.E                                           |
| 2009 | Who’s Real (Remix)                  | Jadakiss, Swizz Beatz, Drag-On, Eve, Styles P., Sheek Louch, DMX | The Last Kiss                                     |
| 2010 | Stop the Party (Remix)              | Busta Rhymes, T.I., Cam’ron, Ghostface Killah, DMX               | E.L.E.2 (Extinction Level Event 2)                |
| 2010 | Nutcracker (Remix)                  | N.O.R.E, Bun B, Imam Thug, DMX                                   | N.O.R.E. Pt. 2: Born Again                        |
| 2015 | Ride Till I Die                     | Kay One, DMX                                                     | J.G.U.D.Z.S. – Jung genug um drauf zu scheissen   |

## Statistik

### Chartauswertung
Die folgende Aufstellung beinhaltet eine Übersicht über die Charterfolge von DMX in den Album- und Singlecharts. In den Singlecharts werden nur Interpretationen und keine reinen Autorenbeteiligungen berücksichtigt.
|                     | DE    | AT    | CH    | UK    | US     |
| ------------------- | ----- | ----- | ----- | ----- | ------ |
| Nummer-eins-Alben   | DE—DE | AT—AT | CH—CH | UK—UK | US5US  |
| Top-10-Alben        | DE3DE | AT—AT | CH2CH | UK1UK | US8US  |
| Alben in den Charts | DE5DE | AT2AT | CH5CH | UK5UK | US10US |

|                       | DE    | AT    | CH    | UK    | US     |
| --------------------- | ----- | ----- | ----- | ----- | ------ |
| Nummer-eins-Singles   | DE—DE | AT—AT | CH—CH | UK—UK | US—US  |
| Top-10-Singles        | DE—DE | AT—AT | CH—CH | UK1UK | US—US  |
| Singles in den Charts | DE6DE | AT2AT | CH4CH | UK6UK | US18US |

|                          | DE    | AT    | CH    | UK    | US    |
| ------------------------ | ----- | ----- | ----- | ----- | ----- |
| Nummer-eins-Videoalben   | DE—DE | AT—AT | CH—CH | UK—UK | US—US |
| Top-10-Videoalben        | DE—DE | AT—AT | CH—CH | UK—UK | US—US |
| Videoalben in den Charts | DE—DE | AT—AT | CH—CH | UK1UK | US—US |

### Auszeichnungen für Musikverkäufe
| Goldene Schallplatte - Australien - 2024: für das Lied Go to Sleep - Brasilien - 2024: für die Single Party Up (Up in Here) - Dänemark - 2021: für die Single X Gon’ Give It to Ya - Italien - 2019: für die Single X Gon’ Give It to Ya - Kanada - 1999: für das Album Flesh of My Flesh, Blood of My Blood - Neuseeland - 2003: für das Album Grand Champ - Russland - 2006: für das Album Year of the Dog… Again - Spanien - 2024: für die Single X Gon’ Give It to Ya | Platin-Schallplatte - Kanada - 1999: für das Album It’s Dark and Hell Is Hot - 2000: für das Album … And Then There Was X - 2001: für das Album The Great Depression - 2004: für das Album Grand Champ - Neuseeland - 2022: für die Single Party Up (Up in Here) - 2023: für die Single Where the Hood At? 2× Platin-Schallplatte - Neuseeland - 2023: für die Single X Gon’ Give It to Ya |

Anmerkung: Auszeichnungen in Ländern aus den Charttabellen bzw. Chartboxen sind in ebendiesen zu finden.
| Land/RegionAuszeichnungen für Musikverkäufe (Land/Region, Auszeichnungen, Verkäufe, Quellen) | Silber     | Gold       | Platin       | Verkäufe   | Quellen                                                        |
| -------------------------------------------------------------------------------------------- | ---------- | ---------- | ------------ | ---------- | -------------------------------------------------------------- |
| Australien (ARIA)                                                                            | —          | Gold1      | —            | 35.000     | aria.com.au                                                    |
| Brasilien (PMB)                                                                              | —          | Gold1      | —            | 30.000     | pro-musicabr.org.br                                            |
| Dänemark (IFPI)                                                                              | —          | Gold1      | —            | 45.000     | ifpi.dk                                                        |
| Deutschland (BVMI)                                                                           | —          | 2× Gold2   | Platin1      | 550.000    | musikindustrie.de                                              |
| Italien (FIMI)                                                                               | —          | Gold1      | —            | 25.000     | fimi.it                                                        |
| Kanada (MC)                                                                                  | —          | Gold1      | 4× Platin4   | 450.000    | musiccanada.com                                                |
| Neuseeland (RMNZ)                                                                            | —          | Gold1      | 4× Platin4   | 127.500    | radioscope.co.nz                                               |
| Russland (NFPF)                                                                              | —          | Gold1      | —            | 10.000     | 2m-online.ru (Memento vom 24. Januar 2009 im Internet Archive) |
| Spanien (Promusicae)                                                                         | —          | Gold1      | —            | 30.000     | elportaldemusica.es                                            |
| Vereinigte Staaten (RIAA)                                                                    | —          | 4× Gold4   | 25× Platin25 | 29.195.000 | riaa.com                                                       |
| Vereinigtes Königreich (BPI)                                                                 | 3× Silber3 | 7× Gold7   | Platin1      | 1.760.000  | bpi.co.uk                                                      |
| Insgesamt                                                                                    | 3× Silber3 | 21× Gold21 | 35× Platin35 |            |                                                                |